# Diocesi di Kumbo
La diocesi di Kumbo (in latino Dioecesis Kumboënsis) è una sede della Chiesa cattolica in Camerun suffraganea dell'arcidiocesi di Bamenda. Nel 2021 contava 137.591 battezzati su 653.250 abitanti. È retta dal vescovo George Nkuo.

## Territorio
La diocesi comprende i dipartimenti di Bui e Donga-Mantung e parte di quello di Boyo nella regione del Nordovest del Camerun.
Sede vescovile è la città di Kumbo, dove si trova la cattedrale di Santa Teresa.
Il territorio è suddiviso in 39 parrocchie, raggruppate in 6 decanati.

## Storia
La diocesi è stata eretta il 18 marzo 1982 con la bolla Aptiora in dies di papa Giovanni Paolo II, ricavandone il territorio dalla diocesi di Bamenda, che nello stesso tempo è diventata arcidiocesi metropolitana.

## Cronotassi dei vescovi
Si omettono i periodi di sede vacante non superiori ai 2 anni o non storicamente accertati.
- Cornelius Fontem Esua (10 settembre 1982 - 7 dicembre 2004 nominato arcivescovo coadiutore di Bamenda)
- George Nkuo, dall'8 luglio 2006

## Statistiche
La diocesi nel 2021 su una popolazione di 653.250 persone contava 137.591 battezzati, corrispondenti al 21,1% del totale.
| anno | popolazione | popolazione | popolazione | presbiteri | presbiteri | presbiteri | presbiteri                | diaconi | religiosi | religiosi | parrocchie |
| anno | battezzati  | totale      | %           | numero     | secolari   | regolari   | battezzati per presbitero | diaconi | uomini    | donne     | parrocchie |
| ---- | ----------- | ----------- | ----------- | ---------- | ---------- | ---------- | ------------------------- | ------- | --------- | --------- | ---------- |
| 1990 | 87.371      | 417.000     | 21,0        | 26         | 14         | 12         | 3.360                     |         | 28        | 77        | 14         |
| 1999 | 126.271     | 653.244     | 19,3        | 39         | 27         | 12         | 3.237                     |         | 15        | 103       | 16         |
| 2000 | 130.577     | 665.255     | 19,6        | 41         | 27         | 14         | 3.184                     |         | 21        | 82        | 16         |
| 2001 | 134.404     | 672.774     | 20,0        | 44         | 29         | 15         | 3.054                     |         | 21        | 76        | 16         |
| 2002 | 138.324     | 672.774     | 20,6        | 55         | 42         | 13         | 2.514                     |         | 45        | 106       | 16         |
| 2003 | 141.682     | 673.182     | 21,0        | 60         | 45         | 15         | 2.361                     |         | 46        | 116       | 17         |
| 2004 | 141.970     | 700.000     | 20,3        | 56         | 45         | 11         | 2.535                     |         | 24        | 110       | 17         |
| 2013 | 166.167     | 868.443     | 19,1        | 80         | 56         | 24         | 2.077                     |         | 73        | 196       | 26         |
| 2016 | 178.321     | 877.857     | 20,3        | 83         | 60         | 23         | 2.148                     |         | 68        | 144       | 27         |
| 2019 | 193.900     | 942.100     | 20,6        | 93         | 65         | 28         | 2.084                     |         | 67        | 199       | 34         |
| 2021 | 137.591     | 653.250     | 21,1        | 103        | 74         | 29         | 1.335                     |         | 77        | 178       | 39         |